# Brookings (Dakota del Sud)
Brookings és una població dels Estats Units a l'estat de Dakota del Sud. Segons el cens del 2009 tenia 20.184 habitants.

## Demografia
Segons el cens del 2000, Brookings tenia 18.504 habitants, 6.971 habitatges, i 3.422 famílies. La densitat de població era de 598,4 habitants per km².
Dels 6.971 habitatges en un 24,9% hi vivien nens de menys de 18 anys, en un 39,5% hi vivien parelles casades, en un 7,3% dones solteres, i en un 50,9% no eren unitats familiars. En el 34,4% dels habitatges hi vivien persones soles el 9% de les quals corresponia a persones de 65 anys o més que vivien soles. El nombre mitjà de persones vivint en cada habitatge era de 2,26 i el nombre mitjà de persones que vivien en cada família era de 2,93.
Per edats la població es repartia de la següent manera: un 17,4% tenia menys de 18 anys, un 36,6% entre 18 i 24, un 22% entre 25 i 44, un 14% de 45 a 60 i un 9,9% 65 anys o més.
L'edat mediana era de 24 anys. Per cada 100 dones de 18 o més anys hi havia 98,6 homes.
La renda mediana per habitatge era de 31.266 $ i la renda mediana per família de 49.246 $. Els homes tenien una renda mediana de 31.276 $ mentre que les dones 22.763 $. La renda per capita de la població era de 17.028 $. Entorn del 7,3% de les famílies i el 18,5% de la població estaven per davall del llindar de pobresa.

## Poblacions més properes
El següent diagrama mostra les poblacions més properes.